# Laticífer

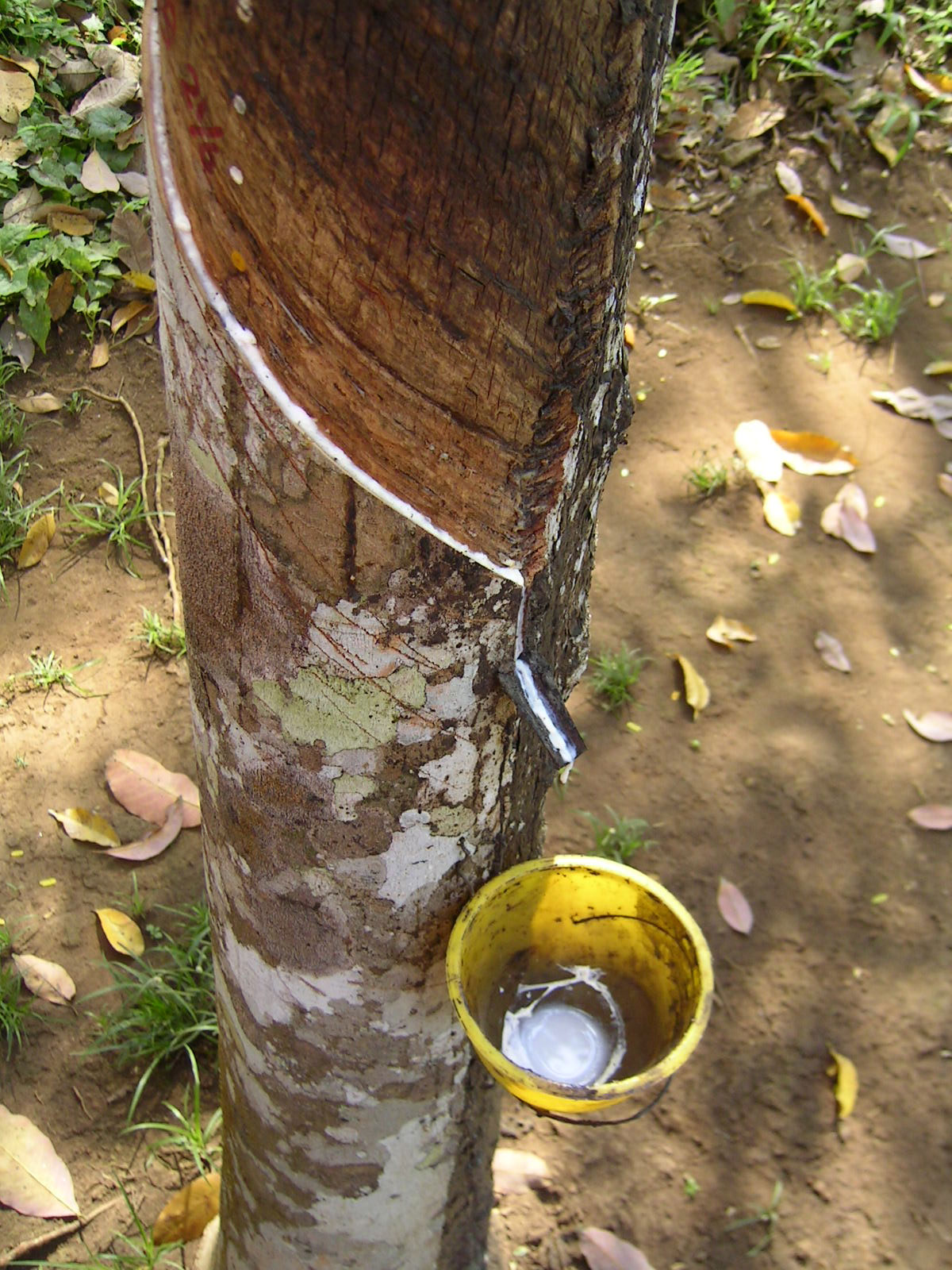
Extracció de làtex d'un arbre dHevea brasiliensis (arbre de cautxú)

Els laticífers són estructures dels vegetals que secreten làtex, un suc espès, cremós, generalment d'aspecte blanc i lletós (com el de les Euphorbia). També pot ser transparent com en els Allium o prendre altres colors (groc com en el gènere Argemone). La funció dels laticífers no està clara, podria ser un sistema intern d'excreció o de defensa. La secreció és intracel·lular. La naturalesa del làtex és molt variada, la matriu aquosa pot contenir carbohidrats, àcids, sals, alcaloides, lípids, tanins, mucílags, gomes, proteïnes, vitamines, grans de midó, cristalls, etc.
Hi ha laticífers en un gènere de Pteridophyta (Regnellidium) i en unes 12.500 espècies de 900 gèneres de dicotiledònies i monocotiledònies. Són característics de diverses famílies, com ara: asclepiadàcies, apocinàcies, caricàcies, euforbiàcies i papaveràcies.

## Classificació
Són un grup molt heterogeni, no només des del punt de vista metabòlic, sinó també des del punt de vista de la seva anatomia i ontogènia. Es classifiquen en dos tipus: els que estan fets d'una sola cèl·lula (es diuen no articulats) i els que estan formats per moltes cèl·lules (denominats articulats).

### Laticífers no articulats
De manera típica, es tracta de cèl·lules extraordinàriament llargues, esteses des de l'arrel fins a les fulles, generalment en teixits parenquimàtics, encara que poden travessar tronc i floema. En el gènere Ficus poden arribar fins a la cutícula. Les seves parets són cel·lulòsiques, amb hemicel·luloses i substàncies pèctiques. Freqüentment són multinucleades i mantenen un metabolisme actiu sempre que els teixits que les envolten romanguin vius. El citoplasma forma una prima capa parietal, que pot contenir grans de midó de diverses formes. Aquestes cèl·lules necessiten estar vives per poder créixer i envair nous teixits. El làtex està en un gran vacúol central o en diversos, la secreció és ecrina. En algunes espècies els laticífers són no ramificats: Cannabis (Moraceae), Urtica (Urticaceae), Vinca (Apocynaceae). L'àpex de les cèl·lules arriba fins al veïnatge dels meristemes i contínuament envaeix els teixits acabats de formar per creixement intrusiu.
Generalment no presenten comunicacions intercel·lulars. Un cop instal·lades en els teixits, el seu creixement és simplàstic amb la resta de les cèl·lules. En altres espècies els laticífers són ramificats, formant una extensa xarxa: Asclepiadaceae,
Ficus (Moraceae), Nerium (Apocynaceae), Euphorbia i Jathropha (Euphorbiaceae). En Asclepias siríaca i Nerium oleander es va comprovar que els laticífers contenen pectinases, es creu que aquest enzim és excretat en els àpexs de la cèl·lula, per a estovar la làmina mitjana en els teixits que seran envaïts. Les cèl·lules inicials d'aquests laticífers es poden veure ja en l'embrió: Cryptostegia, Nerium oleander, Euphorbia. En algunes plantes es formen noves inicials en teixits nous, així una planta adulta tindrà més laticífers que una plàntula.

### Laticífers articulats
Són cadenes de cèl·lules laticíferes, connectades entre si. En els Allium cada cèl·lula es connecta amb les veïnes per plasmodesmes, en altres casos com en el gènere Musa hi ha veritables perforacions a la paret comuna, de manera que els laticífers madurs s'assemblen a un vas de xilema. Quan la paret terminal està completament ocupada per la perforació es poden confondre amb laticífers no articulats. En molts laticífers articulats, el protoplasma degenera en l'estadi final del desenvolupament, o sigui que la secreció és holocrina. En algunes espècies, els laticífers són articulats no anastomosats, com en els Allium (Alliaceae), Musa (Musaceae), Manilkara zapota (Sapotaceae), Ipomoea (Convolvulaceae). El seu desenvolupament té lloc per la contínua desdiferenciació de cèl·lules parenquimàtiques en cèl·lules laticíferes en els extrems. A mesura que les noves cèl·lules es diferencien en laticíferes es formen les perforacions amb les cèl·lules més velles. Primer, la paret transversal primària s'engrosseix i s'infla, després es dissol la làmina mitjana i finalment s'estableix una veritable perforació que comunica el citoplasma de les dues cèl·lules veïnes.
En altres espècies els laticífers són articulats anastomitzats, perquè els laticífers es fonen entre si, formant una xarxa tridimensional que travessa la planta sencera: Argemone, Papaver (Papaveraceae), Carica (Caricaceae), Cichorium, Lactuca, Taraxacum Kok-saghyz (Compositae), Hevea, Manihot (Euphorbiaceae). La fusió entre laticífers veïns passa també per la diferenciació de cèl·lules parenquimàtiques en laticíferes, formant un pont.
En l'Hevea brasiliensis, l'arbre del qual s'extreu el cautxú, els més importants són al floema i a l'escorça. L'extracció es realitza per sagnat amb un ganivet anomenat "jebong". Es fan talls oblics, en un angle de més o menys 30 °, d'esquerra a dreta.
El cautxú és present en el citoplasma, en glòbuls complexos anomenats lutoides, d'1-5 micres de diàmetre i envoltats per una membrana. Constitueix fins a un 30% del làtex d'Hevea.